# Melrose Peak
Melrose Peak är en bergstopp i Antarktis. Den ligger i Östantarktis. Nya Zeeland gör anspråk på området. Toppen på Melrose Peak är 2 212 meter över havet, eller 462 meter över den omgivande terrängen. Bredden vid basen är 3,8 km.
Terrängen runt Melrose Peak är bergig åt nordost, men åt sydväst är den kuperad. Trakten är obefolkad. Det finns inga samhällen i närheten.